# Nesophontes edithae
Nesophontes edithae és una espècie extinta d'eulipotifle de la família dels nesofòntids. Vivia a Puerto Rico i les Illes Verges Nord-americanes. Es tractava d'un animal nocturn i insectívor. Probablement s'extingí a causa de la introducció de rates a la seva distribució.
L'espècie fou anomenada en honor d'Edith I. Anthony, l'esposa del paleontòleg que la descrigué.